# 令和の虎Youth
『令和の虎Youth』（れいわのとらユース）は、2021年3月18日からYouTubeで配信されているリアリティ番組である。
当初は『受験生版Tiger Funding』と呼称されていたが、後に『青い令和の虎』に改名された。その後、さらに2025年6月には、『令和の虎Youth』に変更された。
受験生である志願者が志望校進学プランをプレゼンテーションし、投資家たる審査員が出資の可否を決定するという番組内容。キャッチコピーは「夢に踏み出せ」。
企画発起人・チャンネル命名者は松原一樹。チャンネルが軌道に乗った段階で現在の主宰者・岩井良明にバトンを渡した。2024年9月15日に岩井が死去したため、2024年12月31日よりドラゴン細井(細井龍)が新主宰に就任し、茂木哲也がチェアマンを務めることになった。

## 概要
キャッチコピーは「夢に踏み出せ」。令和の虎公式チャンネル「令和の虎CHANNEL」や本企画公式チャンネル「受験生版Tiger Funding」ほか、各虎（審査員）の公式チャンネルで配信されている。大学受験生である志願者（虎の子）が志望校合格・進学のための資金を獲得するために受験内容をプレゼンテーションし、投資家や学習塾・予備校の経営者たる審査員（虎）が出資の可否を決定するという内容。
2020年1月28日、YouTubeチャンネル「令和の虎」の志願者として「YouTube予備校」松原一樹が出演。「受験生版Tiger Funding」の新チャンネルを作るため300万円の融資を虎側（出資者）にプレゼンした。番組内容は、勉強系YouTube全体を盛り上げて経済的に厳しい受験生を救いたいというもの。
2022年7月1日、発起人の松原一樹は、ある程度の目途がたったことを理由にチャンネルから辞任を発表。「Tiger Funding」主宰の岩井良明が引き継いだ。

## 沿革
2020年（令和2年）
- 1月28日 - YouTubeチャンネル「令和の虎」に松原一樹が「受験生版Tiger Funding」を作りたいと出演。

2021年（令和3年）
- 3月18日～4月8日 - 試験的に「令和の虎」YouTubeチャンネル内に「受験生版Tiger Funding」4回分を配信。
  - 第1回から第3回目を予選会。第4回目を本選としてALLの1人を決める内容。

- 8月29日 - YouTubeチャンネル「受験生版Tiger Funding」がレギュラー番組として昇格。
  - 「令和の虎」YouTubeチャンネル内で、#5として配信開始。

2022年（令和4年）
- 4月 - 新チャンネル「受験生版Tiger Funding」として独立。#12以降、単独で配信開始。
- 5月 - #13 宮大工になりたい16歳の回が再生回数500万回を越える反響となる（2023年現在、再生回数1,100万回）
- 7月20日 - 主宰者・松原一樹が「受験生版Tiger Funding」を辞任を表明。

2023年（令和5年）
- 1月10日 - 登録者数が10万人を突破。
- 4月2日 - 登録者数が15万人を突破。
- 6月9日：総再生回数が1億回を突破。

## 内容

### 志願者の選考
毎月多数の志願者への応募があり、「応募時の書類審査」を通過した者のうち、「担当スタッフとの面談」を経て進学プランを精査して出演者を絞りこむ。
志願者の選考にあたって、「虎たちと上手くコミュニケーションを図れるか」を面談の段階で見極めるという。1時間ほどの収録を持たせられるかが重要であり、質問に対する回答があまりにもズレている場合は出演を見送るという。また、番組のエンターテインメント性を重視する上で、「キャラクター枠」を設けているという。

### 虎（出資者）へのプレゼン
虎の子（志願者）による自分の希望する進学プランや、将来の夢に関するプレゼンテーションに対して、「令和の虎」と呼ばれる教育関係者達が自腹で現金を出資するか否かの判断を下す。
志願者登場前に虎達は、自身の机上に持参した現金を並べる。基本的には1万円単位で希望額が設定されているが、虎達側は出資時に10万円の札束単位で交渉成立時に志願者に渡している。なお、当初は希望額は制限されていなかったが、現在は最大100万円の上限が設定されている。
希望の投資形態
志願者はプレゼンの前に、下記の3つの中から希望の投資形態を選ぶ。
1. 融資 … お金を貸し付けてもらい、利子をつけて返済していく。返済義務が生じる。
2. 投資 … 虎に出資してもらい、将来の利益に対して配当を支払う。返済義務はない。

### プレゼン結果
ALLの場合
- 虎達の出資予定額の合計が、志願者の希望金額に到達すれば「ALL」となり、志願者は虎達からの出資金を獲得できる。
- ALL成立後でも、後日プレゼンの中に嘘や偽りが発覚したり、志願者側 or 出資者側の都合や心変わりなどで契約上において双方で合意に至ることができなかった場合には「NOTHING」となる場合がある。

NOTHINGの場合
- 虎達の出資予定額の合計が志願者の希望金額に到達しなければ「NOTHING」となり、志願者は虎達からの出資金を一切受け取れずプレゼン失敗となる。
- NOTHINGになった企画でも、虎から指摘された問題点を改善して、企画内容や進学計画などを練り直していれば再チャレンジが認められる場合がある。

条件付きALLの場合
- 希望金額に未達成でも、見どころのある企画や志願者の場合には、救済措置として「条件付きALL」（STAY）となり、虎による判断が保留される場合がある。
- 条件付きALLとなった場合には、後日に虎から課された下記条件をクリアした場合に、希望額が出資される。ファンディング中に条件をその場で満たした場合には、完全ALLを獲得する場合もある。

STAYの場合
ファンディングの審査を保留する場合には「STAY」となり、番組終了後に話し合いがなされたり、資料やプランの再提出や、一定の条件やノルマが求められたりする場合がある。

EXCEEDの場合
- 「ALL」の中でも、複数の虎の賛同を得て希望金額を大きく上回った場合には「EXCEED」と呼ばれ、各出資者による融資/出資配分をどうするのかを、志願者が選択可能。
- 希望金額100万円の場合で、虎5人が100万円ずつ出資希望して合計500万円集まった場合である。
- EXCEEDとなった場合には、下記のような条件で志願者が選択できる。
  - 「任意の虎のみから出資をしてもらう」
  - 「任意の金額ずつ出資をしてもらう」
  - 「出資希望額の配分どおりに出資してもらう」など

## 令和のウラ
当該回の志願者と1人ないし2人の出演した虎が出演し、志願者へのインタビューやアドバイスを行うコーナー。

## 虎の楽屋トーク
収録後にその回に出演した虎が控室に集結し、志願者の印象やよかった点・悪かった点、今後に期待する事について語ったり、何らかのお知らせを行ったりするコーナー。原則として虎のみが出演する。

## ジュケメンタリー
特にALLを勝ち取った志願者を対象として、その後の経過を報告するコーナー。
主に受験先志望校の合否結果発表を行うほか、志願者によってはそれ以外の報告も行う。
志願者本人は都合によって出演する場合と出演しない場合がある。
2024/3/31配信の受験生版よもやまマンスリー（月１配信）にて、令和の虎チャンネルの主宰長である岩井良明が受験生版タイガーファンディングの内容が大幅に変わると発表した。
| №  | 氏名      | 該当企業組織                     | 肩書き                     | 専門                     |
| -- | --------- | -------------------------------- | -------------------------- | ------------------------ |
| １ | 小林尚    | 株式会社キャストダイス           | 代表取締役                 | 大学受験                 |
| １ | 小林尚    | 個別指導塾CASTDICE               | 塾長                       | 進学受験コンサルティング |
| 2  | 細井龍    | アマソラクリニック               | 美容外科医                 | 美容整形、外科手術       |
| 2  | 細井龍    | 名門医学部受験塾MEDUCATE         | 代表                       | プロ医学部受験講師       |
| ３ | 木下博勝  | 鎌倉女子大学政学部家政保健学科   | 大学教授 医学博士 タレント | 消化器外科               |
| ３ | 木下博勝  | さいたま新都心ジャガークリニック | 理事長                     | 消化器外科               |
| ４ | 林尚弘    | 予備校武田塾                     | 元塾長                     |                          |
| ４ | 林尚弘    | 株式会社A.ver                    | 元代表取締役社長           |                          |
| 5  | 吉村 暢浩 | 株式会社ポラリス                 | 代表取締役                 | 進学受験コンサルティング |
| 6  | 菊﨑 遼二 | 菊塾                             | 塾長                       | 進学受験コンサルティング |

## 受験生版配信履歴

### 2021年
| 回 | 志願者                       | 志願内容                                                                   | 希望額            | 結果    | 備考              |
| -- | ---------------------------- | -------------------------------------------------------------------------- | ----------------- | ------- | ----------------- |
| 1  | 奥田敬一郎                   | 東大に合格し国として教育制度を一新したい                                   | 78万円（投資）    | ALL     |                   |
| 2  | 大井亜希                     | 千葉大学国際学部に合格し英語とデータサイエンスを学び麻雀業界を盛り上げたい | 65万円（投資）    | ALL     |                   |
| 3  | 齋藤涼平                     | 長崎大学に合格し医学と数学の架け橋になりたい                               | 92万円（投資）    | ALL     |                   |
| 4  | 奥田敬一郎 大井亜希 齋藤涼平 | 最終決断でALLを達成するのは、この三人の中から一人                          | -                 | -       | 齋藤涼平がALL達成 |
| 5  | 坂上誓哉                     | 早稲田大学スポーツ理学部に入ってスポーツ選手をサポートしたい               | 74万7千円（投資） | ALL     |                   |
| 6  | 中山廉人                     | 青山学院大学に入学してイタリアンカフェを開業したい                         | 70万円（投資）    | NOTHING |                   |
| 7  | 太田奏                       | 慶應義塾大学に入学して食について研究したい                                 | 50万円（投資）    | ALL     |                   |
| 8  | 佐藤孝明                     | 医学部に合格して脳神経内科医になりたい                                     | 54万円（投資）    | ALL     |                   |
| 9  | 藤川天                       | 国際関係を学び高校の英語教員になりたい                                     | 42万7千円（投資） | NOTHING |                   |

### 2022年
| 回 | 志願者     | 志願内容                                                       | 希望額                   | 結果    | 備考                                                                    |
| -- | ---------- | -------------------------------------------------------------- | ------------------------ | ------- | ----------------------------------------------------------------------- |
| 10 | 中山廉人   | とにかく志望校に合格したい                                     | 50万円（融資）           | ALL     | 受験生版初の再挑戦                                                      |
| 11 | 安岡圭佑   | 少年院あがりから東京大学に入りたい                             | 98万円（投資）           | NOTHING |                                                                         |
| 12 | 森義哉     | 医者になって発展途上国の第二の細井龍先生になりたい             | 100万円（投資）          | ALL     |                                                                         |
| 13 | 下田昊徳   | 宮大工の棟梁になり地元の神社仏閣を受け継ぎたい                 | 190万5千円（投資or融資） | ALL     |                                                                         |
| 14 | 桐生京平   | 史上初の早慶格闘技戦を開催したい                               | 108万9990円（投資）      | ALL     |                                                                         |
| 15 | 木村篤人   | 弁護士になって犯罪者の再犯をなくしたい                         | 70万円（投資）           | NOTHING |                                                                         |
| 16 | 池田拓生   | 東大に合格し山形県に学習塾を開きたい                           | 85万円（投資or融資）     | ALL     |                                                                         |
| 17 | 中山綾太   | レベルの高いアメリカの大学に入り国際意識の高い学生と勉強したい | 227万円（融資）          | NOTHING |                                                                         |
| 18 | ケビン     | 慶應義塾大学に入って人生を変えたい                             | 145万円（投資or融資）    | NOTHING |                                                                         |
| 19 | 多田亮太   | 東京医科歯科大学に入学し貧困問題を解決したい                   | 80万円（投資）           | NOTHING |                                                                         |
| 20 | 越智健太郎 | 東京大学医学部に合格し心の病に悩む人を助けたい                 | 79万2千円（投資or融資）  | ALL     | 岩井良明の一人出しで投資。受験勉強を断念し、音信不通となる。            |
| 21 | 畦地健誠   | 医学部再受験を成功させ患者に寄り添う医師になりたい             | 100万円（投資or融資）    | NOTHING |                                                                         |
| 22 | 小泉公人   | Wollongong大学院へ進学し英語教授法を専攻し英語教師になりたい   | 100万円（投資）          | NOTHING |                                                                         |
| 23 | 邊見海佑   | 同志社大学を卒業して映画監督になりたい                         | 53万円（融資）           | ALL     |                                                                         |
| 24 | 林田岳大   | 日本の未来を変える総理大臣になりたい                           | 50万円（融資）           | ALL     |                                                                         |
| 25 | 中島隆誠   | 東京大学で表象文化論を学び将来的に映画監督として活躍したい     | 100万円（投資）          | ALL     |                                                                         |
| 26 | 佐久間将   | 熊本大学医学部に合格し精神科医になって患者の命を救いたい       | 67万5000円（投資）       | STAY    | 主治医を、つけることメンタルドクター指導の診断を受けることの条件付きALL |
| 27 | 佐野崇弘   | 飛び級で大学院へ進学しMBAの学位を取りたい                      | 100万円（投資or融資）    | STAY    | 母親との面談をするという条件付きALL                                     |
| 28 | 谷口友都   | 京都大学に合格して起業したい                                   | 82万円（融資）           | STAY    | 本人からの申告で京大に合格することが条件→横浜国立大学？                 |

### 2023年
| 回 | 志願者           | 志願内容                                                             | 希望額                   | 結果    | 備考 |
| -- | ---------------- | -------------------------------------------------------------------- | ------------------------ | ------- | --- |
| 29 | 今井瑠里         | 英語や国際関係を学んで日本と海外の掛橋になりたい                     | 100万円（投資）          | NOTHING | |
| 30 | 木村羊晟         | 法政大学に合格し独自の奨学金制度を作りたい                           | 100万円（投資&融資）     | ALL     | |
| 31 | 田中勢那         | 慶應義塾大学法律部に入って弁護士になり子供たちを救いたい             | 92万円（投資）           | ALL     | 合格したら条件付きALL（自分）⇒ALL⇒岩井社長がyoutubeチャンネルを薦める（承知の後、8～9か月間連絡なし）⇒その後、令和の虎のグループラインに「使えねぇ大人どもだな」とメッセージラインが入る⇒吉村暢浩の受験相談イベントに偽名を使って参加⇒ヒカルが主催の東大受験オーディションに偽名「桐島鈴音」と名乗って参加し見事合格 |
| 32 | 長屋凜           | バークリー音大で勉強を続けて社会を動かす音楽家になりたい             | 100万円（投資）          | ALL     | |
| 33 | 田村花乃         | ブリガムヤング大学で学び社会起業家になりたい                         | 80万円（投資or融資）     | NOTHING | |
| 34 |                  |                                                                      |                          |         | |
| 35 |                  |                                                                      |                          |         | |
| 36 |                  |                                                                      |                          |         | |
| 37 |                  |                                                                      |                          |         | |
| 38 |                  |                                                                      |                          |         | |
| 39 | 大石宗賢         | 現代医療モデルを刷新できる哲学者になりたい                           | 100万円（投資or融資）    | NOTHING | |
| 40 |                  |                                                                      |                          |         | |
| 41 | 徳永百華         | がん化学療法看護認定看護師になり母と弟を支えたい                     | 100万円（投資）          | ALL     | |
| 42 | 木下博勝         | 受験生版TFの虎になりたい                                             | -                        | -       | 満場一致で「お願いします」と言われ虎となった |
| 43 | 岩井良明         | 同志社大学に再入学し応援団を復活させたい                             | 100万円（投資）          | ALL     | |
| 44 | アキーノ一菜     | 言語学の修士号を取得し、言語を通して社会献上したい                   | 100万円（融資）          | ALL     | リモートでの挑戦 |
| 45 | 東郷秀哉         | 予備試験・司法試験に合格して弁護士になりたい                         | 50万円（投資or融資）     | ALL     | |
| 46 |                  |                                                                      |                          |         | |
| 47 |                  |                                                                      |                          |         | |
| 48 |                  |                                                                      |                          |         | |
| 49 |                  |                                                                      |                          |         | |
| 50 |                  |                                                                      |                          |         | |
| 51 |                  |                                                                      |                          |         | |
| 52 | 重森大河         | 東大受験を通してルッキズムとメリトクラシーの膠着を拓きたい           | 100万円（投資）          | ALL     | 東京大学を受験するが不合格 |
| 53 |                  |                                                                      |                          |         | |
| 54 |                  |                                                                      |                          |         | |
| 55 |                  |                                                                      |                          |         | |
| 56 |                  |                                                                      |                          |         | |
| 57 |                  |                                                                      |                          |         | |
| 58 |                  |                                                                      |                          |         | |
| 59 |                  |                                                                      |                          |         | |
| 60 | 菊地優斗         | アメリカに留学し世界を変えるソフトウェアを開発したい                 | 100万円（投資or融資）    | ALL     | |
| 61 | 森航大           | インド留学から慶応SFCに入りたい                                      | 100万円（投資or融資）    | NOTHING | |
| 62 | 山口泰知         | USCPAに合格し外資系コンサルタントになりたい                          | 100万円（投資or融資）    | ALL     | |
| 63 | 本田裕典         | 東大理III以外カス自学自習で理IIIに行けることを証明したい             | 100万円（投資）          | NOTHING | リベンジ版、芸能版にも出演 その後リベンジ版の虎としても出演 |
| 64 | 白川智隼         | 専門学校を卒業して野球チームと塾を一体化した事業をしたい             | 91万円（融資）           | NOTHING | |
| 65 | 東岡伶弥         | 政治家になって子ども・若者を軸とした優しく温かい包摂的な街を作りたい | 100万円（投資）          | ALL     | 司会の岩井良明による全額出資。 |
| 66 | 岡田幸輝         | インフルエンサーになって25歳で衆議院議員になりたい                   | 97万円（投資）           | ALL     | |
| 67 | オシカジュリアナ | 子ども達に寄り添える保育士になりたい                                 | 100万円（融資）          | ALL     | 返済開始日は希望日とする。また出演者の在留特別許可取得のため寄付を募り、後に取得する。 |
| 68 | 高橋慈美         | 文学界のゴッホになりたい                                             | 100万円（投資）          | ALL     | |
| 69 | スタンリー翔唯   | 東大野球部で活躍し大谷翔平を超えたい                                 | 81万7800円（投資or融資） | ALL     | 日米ハーフ 2024/3/31のよもやまマンスリーにて東大文３に無事に合格したことが発表される。 受験生版タイガーファンディング初の東大生である。 |
| 70 | 島袋柊人         | 警察官になって兄の無念を晴らしたい                                   | 55万円（投資）           | ALL     | |
| 71 | 小鳥遊絇         | 笑顔や勇気を与えられる世界に誇れる声優になりたい                     | 100万円（投資）          | NOTHING | |

### 2024年
| 回 | 志願者   | 志願内容                                                 | 希望額                | 結果    | 備考             |
| -- | -------- | -------------------------------------------------------- | --------------------- | ------- | ---------------- |
| 72 | 平岡泰佑 | 労働者の味方の精神科医になりたい                         | 100万円（融資）       | NOTHING |                  |
| 73 | 安田圭吾 | 人の心の苦しみがわかる優しい人間を育てたい               | 35万円（融資）        | NOTHING |                  |
| 74 | 久富渓太 | 動画編集を学び日本一の魚系YouTuberになりたい             | 100万円（投資）       | NOTHING |                  |
| 75 | 浅野結杏 | 東京大学で人文学を学びメンタルホワイトハッカーになりたい | 84万円（投資）        | NOTHING |                  |
| 76 | 小林力太 | 視覚障害を治し伝説のロックスターになりたい               | 100万円（投資or融資） | NOTHING | 中断となった     |
| 77 | 佐藤智也 | エンジニアになりVTuberの会社に就職したい                 | 81万7800円（融資）    | ALL     |                  |
| 78 | 冨岡樹   | 1級FP技能士試験に合格したい                              | 10万円（投資or融資）  | ALL     | 会社都合より辞退 |
| 79 | 山崎佑弥 | 同志社大学 神学部に入学し神学者になりたい                | 100万円（投資or融資） | ALL     |                  |
| 80 | 多田亮太 | 医学部医学科に入学し発達・知的障害の治療法を見つけたい   | 100万円（融資）       | NOTHING | 再挑戦           |
| 81 | 千田龍弥 | 大学で情報学を学び令和のホリエモンになりたい             | 100万円（投資or融資） | ALL     |                  |
| 82 |          |                                                          |                       |         |                  |

### 過去配信回URL
1. ↑  【謝罪】ついに松原さんが受験生版Tiger Fundingを辞めた理由を話してくれました
2. ↑  【受験生版Tiger Funding】新チャンネルを作りました。
3. ↑  【祝】受験生版Tiger Funding Fチャンネル登録者数10万人突破LIVE！！
4. ↑  昨夜『受験生版TigerFunding』のチャンネル登録者数が150,000人を突破